# Марвін, або Чудове виховання
«Марвін, або Чудове виховання» (фр. Marvin ou la Belle Éducation) — французький драматичний фільм 2017 року, поставлений режисеркою Анн Фонтен. Фільм є вільною адаптацією автобіографічного бестселера французького письменника Едуара Луї «En finir avec Eddy Bellegueule». Світова прем'єра стрічки відбулася 3 вересня 2017 року на 74-му Венеційському міжнародному кінофестивалі, де вона здобула приз «Блакитний лев».

## Сюжет
Мартін Клеман, який народився як Марвін Біжу, втік з маленького села у Вогезі. Він утік із своєї сім'ї, від тиранії батька та покірливості матері. Утік від нетерпимості та неприйняття, залякування, якому він піддавався всіма, що зробило його «іншим». Та всупереч усьому цьому, він все-таки знаходить союзників. По-перше, це Мадлен Клеман, директор коледжу, яка відкрила для нього театр, і чиє прізвище він візьме, як символ свого порятунку. А ще Абель Пінто, доброзичлива модель, яка спонукає його розповісти всю свою історію на сцені. Марвін-Мартін наважиться на всі ризики для створення цього шоу, яке, крім успіху, завершить його перетворення.

## У ролях
| • Фіннеган Олдфілд | … | Марвін Біжу     |
| • Жуль Пор'є       | … | Марвін (дитина) |
| • Грегорі Гадебуа  | … | Дені Біжу       |
| • Венсан Макень    | … | Абель Пінто     |
| • Катрін Сале      | … | Оділь Біжу      |
| • Катрін Муше      | … | Мадлен Клеман   |
| • Шарль Берлінґ    | … | Ролан           |
| • Ізабель Юппер    | … | грає сама себе  |
| • Шаріф Андура     | … | П'єр            |
| • Індія Ер         | … | Ванесса         |
| • Лоренцо Лефевр   | … | Франсуа         |

## Знімальна група
- Автори сценарію — Анн Фонтен, П'єр Тривідік
- Режисер-постановник — Анн Фонтен
- Продюсери — Філіпп Каркассон, Жан-Луї Ліві, П'єр-Александр Шваб
- Асоційований продюсер — Крістоф Спадон
- Оператор — Ів Анжело
- Монтаж — Аннетт Дютертрі
- Художник-постановник — Еммануель де Шовіньї
- Художник з костюмів — Еліз Ансьон
- Підбір акторів — Паскаль Беро

## Нагороди та номінації
| Список нагород та номінацій            | Список нагород та номінацій | Список нагород та номінацій  | Список нагород та номінацій  | Список нагород та номінацій | Список нагород та номінацій |
| Кінофестиваль/Кінопремія               | Рік                         | Категорія                    | Номінант(и)                  | Результат                   | Дж                          |
| -------------------------------------- | --------------------------- | ---------------------------- | ---------------------------- | --------------------------- | --------------------------- |
| Венеційський міжнародний кінофестиваль | 2018                        | Приз «Венеційські горизонти» | Марвін, або Чудове виховання | Номінація                   |                             |
| Венеційський міжнародний кінофестиваль | 2018                        | Блакитний лев                | Марвін, або Чудове виховання | Перемога                    |                             |
| Премія «Люм'єр»                        | 5.02.2018                   | Багатонадійний актор         | Фіннеган Олдфілд             | Номінація                   |                             |
| Премія «Сезар»                         | 2.03.2018                   | Найперспективніший актор     | Фіннеган Олдфілд             | Номінація                   | [ 8 ]                       |
| Київський МКФ «Молодість»              | 2018                        | Приз журі «Сонячний зайчик»  | Марвін, або Чудове виховання | Номінація                   | [ 9 ]                       |